# Dragoni (Lequile)
Dragoni is een plaats (frazione) in de Italiaanse gemeente Lequile.